# جيمس فان دير بيك
جيمس فان دير بيك (بالإنجليزية: James Van Der Beek)‏ ممثل أمريكي من مواليد 8 مارس 1977 في تشيشير، كونيتيكت، الولايات المتحدة.

## روابط خارجية
- جيمس فان دير بيك على موقع IMDb (الإنجليزية)
- جيمس فان دير بيك على موقع ميتاكريتيك (الإنجليزية)
- جيمس فان دير بيك على موقع روتن توميتوز (الإنجليزية)
- جيمس فان دير بيك على موقع ألو سيني (الفرنسية)
- جيمس فان دير بيك على موقع ميوزك برينز (الإنجليزية)
- جيمس فان دير بيك على موقع أول موفي (الإنجليزية)
- جيمس فان دير بيك على موقع قاعدة بيانات الأفلام السويدية (السويدية)
- جيمس فان دير بيك على موقع إن إن دي بي (الإنجليزية)
- جيمس فان دير بيك على موقع قاعدة بيانات الفيلم (الإنجليزية)
- جيمس فان دير بيك على موقع كينوبويسك (الروسية)